# Bödexen
Bödexen es una pedanía de la localidad de Höxter, en el este de Renania del Norte-Westfalia, Alemania. La población está situada a una altitud de 203 metros sobre el nivel del mar. En el norte de Bödexen es el Köterberg la montaña más alta de las tierras altas del Weser, con 495 metros. Bödexen está atravesado por el arroyo Saumer. Con una extensión de 21,58 km² y 960 habitantes, Bödexen es el tercer distrito urbano más pequeño de Höxter.